# Bankvalv

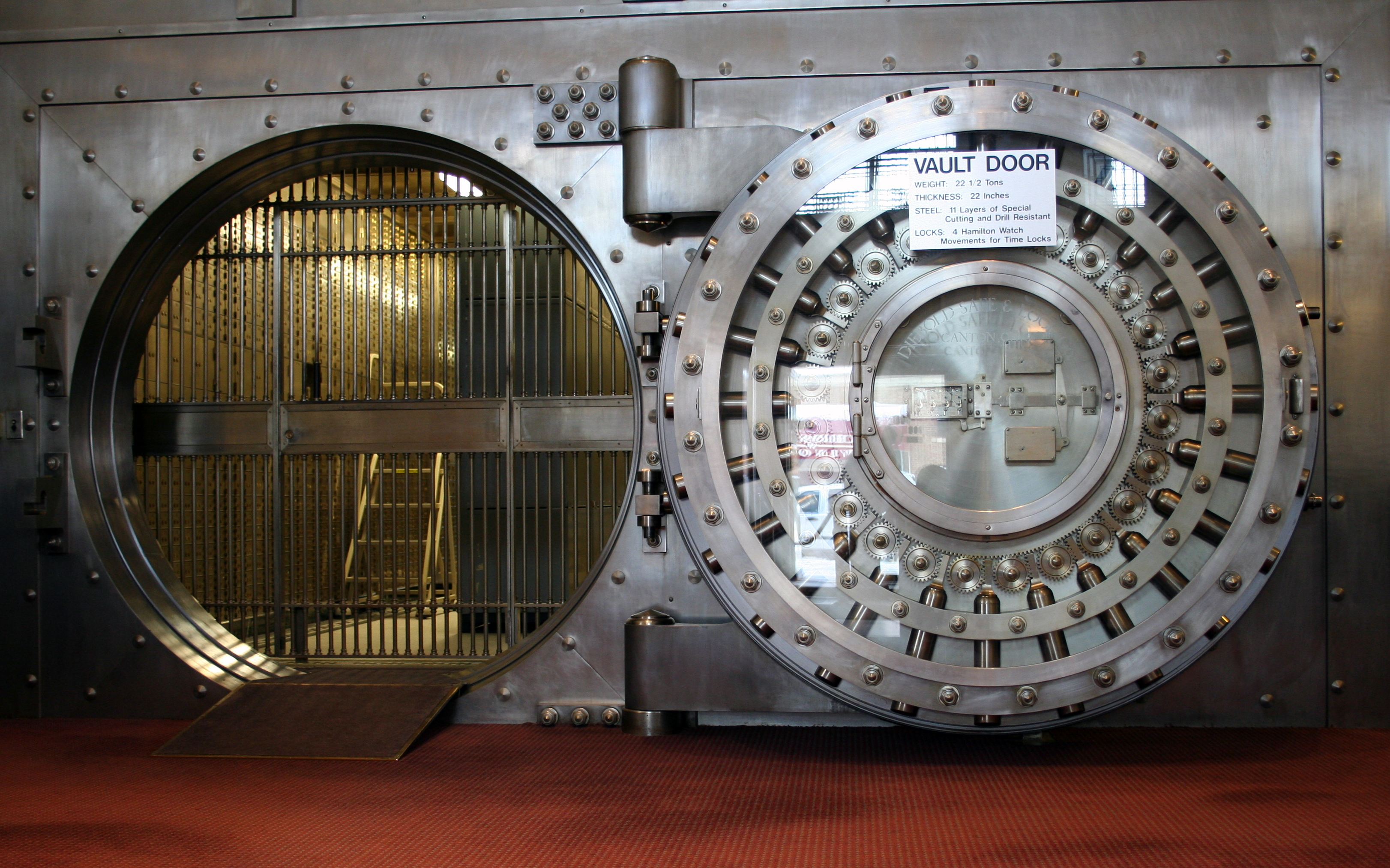
Ett bankvalv.

Ett bankvalv eller kassavalv är ett rum byggt för förvaring av kontanter, dokument och andra värdesaker i bankfack. Ett bankvalv har starkt inbrotts- och brandskydd.